# Juan José Burgos
Juan José Burgos Freitas (9 de julio de 1914-15 de febrero de 1986) fue un político uruguayo perteneciente al Partido Nacional.

## Biografía
Después de integrar el Consejo Departamental de Gobierno electo en 1962, junto a Casildo Antúnez y Modesto Burgos, se postuló a Intendente Municipal de Cerro Largo en las elecciones de 1966; apoyado por el dirigente herrerista Jorge Silveira Zavala. Derrotó al veterano caudillo Saviniano Pérez. Es reelecto en las elecciones de 1971, permaneciendo en el cargo durante la época de la dictadura [designado en 1976] hasta 1981. Con lo cual estuvo un total de 15 años al frente del municipio.
Después intentó postularse de nuevo al gobierno en las elecciones de 1984, promoviendo la candidatura de Juan Carlos Payssé a la Presidencia, siendo derrotado por Rodolfo Nin Novoa. Poco tiempo después, fallecería a los 71 años el 15 de febrero de 1986.
Estuvo casado con Gladys Casas, quien fuera terriblemente asesinada en 2008. Hoy, un hogar de ancianos en Melo lleva su nombre.